# Ricardo Lísias
Ricardo Lísias (São Paulo, 7 de julho de 1975) é um escritor brasileiro.
Estreou na literatura em 1999, com o romance Cobertor de estrelas, que escreveu enquanto ainda cursava Letras na Unicamp. Foi finalista do Prêmio Jabuti de 2008 com Anna O. e outras novelas (que incluía uma reedição dos textos Capuz e Dos nervos, publicados anteriormente em tiragem reduzida) e do Prêmio São Paulo de Literatura em 2010 com O livro dos mandarins. Seu conto Tólia foi selecionado para a edição da revista inglesa Granta Os melhores jovens escritores brasileiros.

## Obras
- 1999 - Cobertor de estrelas (Rocco)
- 2001 - Capuz (Hedra)
- 2004 - Dos nervos (Hedra)
- 2005 - Duas praças (Globo)
- 2007 - Anna O. e outras novelas (Globo)
- 2009 - O livro dos mandarins (Alfaguara)
- 2012 - O céu dos suicidas (Alfaguara)
- 2013 - Divórcio (Alfaguara)
- 2014 - Delegado Tobias 1: O assassinato do autor (e-galáxia)
- 2014 - Delegado Tobias 2: Delegado Tobias & Delegado Jeremias (e-galáxia)
- 2014 - Delegado Tobias 3: O começo da fama (e-galáxia)
- 2014 - Delegado Tobias 4: Caso Lísias é realidade (e-galáxia)
- 2014 - Delegado Tobias 5: Os documentos do inquérito (e-galáxia)
- 2015 - Fisiologia da idade (e-galáxia)
- 2015 - Concentração e outros contos (Alfaguara)
- 2016 - Inquérito policial: família Tobias (Lote 42)
- 2016 - A vista particular (Alfaguara)
- 2017 - Diário Da Cadeia  (Record)
- 2018 - Diário da catástrofe brasileira: I - transição (Publicação independente)[3]
- 2018 - Intervenções: Álbum de crítica (Geleia Real/e-galáxia)
- 2022 - Uma dor perfeita (Alfaguara)
- 2025 - O Amor, Depois (Clube de Autores)

### Infantis
- 2001 - Sai da Frente, Vaca Brava (Hedra)
- 2005 - Greve Contra a Guerra (Hedra)[4][5]
- 2014 - A Sacola Perdida (DSOP)